# Dmitrij Andrejevič Furmanov
Dmitrij Andrejevič Furmanov (7. listopadu 1891 – 15. března 1926) byl ruský spisovatel.
Znám je ponejvíce svým románem Čapajev z roku 1923, jehož děj byl posléze i zfilmován v roce 1934. Druhou slavnou knihou tohoto spisovatele se stal román Vzpoura z období ruské občanské války v Turkmenistánu z roku 1924.
Byl zakládajícím členem Ruské asociace proletářských spisovatelů, což byla organizace, jež v sovětském Rusku vznikla v roce 1925.
Kromě výše uvedených dvou románů vydal velké množství drobnějších literárních prací (povídky, eseje, črty, statě apod.), které jsou velmi zajímavé nejen literárně, ale i faktograficky, neboť se v převážné míře zakládají na jeho vlastních osobních zážitcích a zkušenostech jak z období 1. světové války, tak z období Ruské občanské války. Jeho sebrané spisy byly vydány posmrtně v letech 1926 až 1927.